# Alfred Chandler
Alfred Chandler (ur. 15 sierpnia 1918 w Guyencourt (Delaware), zm. 9 maja 2007 w Cambridge (Massachusetts)) – amerykański historyk gospodarczy. Autor książki Strategy and Structure (1962). Zdobywca Nagrody Pulitzera w kategorii historia w roku 1978 za książkę The Visible Hand: The Managerial Revolution in American Business (1977).
Jego praca Strategy and Structure oparta była na badaniach nad amerykańskimi korporacjami w latach 1850–1920. Chandler podkreślał związki między strategią i strukturą organizacji. Był zdania, że strategia powinna poprzedzać strukturę, tj. po opracowaniu najlepszej możliwej strategii przedsiębiorstwo powinno następnie przyjąć taką strukturę organizacyjną, która umożliwi realizację tej strategii. 
Był jednym z pierwszych badaczy, który zauważył doniosłą rolę strategii przedsiębiorstwa. Opowiadał się za decentralizacją wielkich korporacji. Podkreślał znaczenie techników i menedżerów w organizacji. Uważał, że działania zarządu firmy (widzialna ręka) są bardziej skuteczne w realizowaniu celu, jakim jest dostarczanie produktu klientom niż niewidzialna ręka rynku o której pisał Adam Smith.